# Brigueil-le-Chantre
Brigueil-le-Chantre település Franciaországban, Vienne megyében. Lakosainak száma 460 fő (2022. január 1.). Brigueil-le-Chantre Bourg-Archambault, Coulonges-les-Hérolles, Saint-Léomer, Thollet, La Trimouille, Azat-le-Ris, Lussac-les-Églises és Verneuil-Moustiers községekkel határos.

## Népesség
A település népességének változása:
| Lakosok száma | 503  | 512  | 522  | 513  | 509  | 507  | 491  | 476  | 460  |
|               | 2013 | 2015 | 2016 | 2017 | 2018 | 2019 | 2020 | 2021 | 2022 |